# Мамкода
Мамкода (груз. მამკოდა) — село в Грузии, на территории Мцхетского муниципалитета края (мхаре) Мцхета-Мтианети.

## География
Село находится в центральной части Грузии, на правом берегу реки Глданисхеви, на расстоянии приблизительно 9 километров (по прямой) к востоку от города Мцхета, административного центра края и муниципалитета. Абсолютная высота — 696 метров над уровнем моря.

## Население
По результатам официальной переписи населения 2014 года в Мамкоде проживал 91 человек (53 мужчины и 38 женщин). В национальной структуре населения грузины составляли 97,8 %, азербайджанцы — 1,1 %, армяне — 1,1 %.
| Год  | Население, человек |
| ---- | ------------------ |
| 2002 | 31                 |
| 2014 | ↗ 91               |